# Corsair International
Corsair es una aerolínea con base en París, Francia. Es actualmente la segunda línea aérea francesa más grande, después de Air France, y opear vuelos a diferentes destinos en Europa, territorios de ultramar franceses, África y Norteamérica. Su base principal es el Aeropuerto de París-Orly.

## Flota

### Flota actual
Su flota actual se compone de los siguientes equipos, con una edad media de 4,3 años (junio de 2024):
| Aeronaves       | En servicio | Pedidos | Pasajeros                                         | Pasajeros                                         | Pasajeros                                         | Pasajeros                                         | Matrículas                                        | Antigüedad                                        |
| Aeronaves       | En servicio | Pedidos | C                                                 | W                                                 | Y                                                 | Total                                             | Matrículas                                        | Antigüedad                                        |
| --------------- | ----------- | ------- | ------------------------------------------------- | ------------------------------------------------- | ------------------------------------------------- | ------------------------------------------------- | ------------------------------------------------- | ------------------------------------------------- |
| Airbus A330-900 | 9           | —       | 20                                                | 21                                                | 311                                               | 352                                               | F-HRNB                                            | 4,7 años                                          |
| Airbus A330-900 | 9           | —       | 20                                                | 21                                                | 311                                               | 352                                               | F-HSKA                                            | 4,3 años                                          |
| Airbus A330-900 | 9           | —       | 20                                                | 21                                                | 311                                               | 352                                               | F-HHUG                                            | 4,1 años                                          |
| Airbus A330-900 | 9           | —       | 20                                                | 21                                                | 311                                               | 352                                               | F-HKYS                                            | 3,8 años                                          |
| Airbus A330-900 | 9           | —       | 20                                                | 21                                                | 311                                               | 352                                               | F-HLUV                                            | 3,2 años                                          |
| Airbus A330-900 | 9           | —       | 20                                                | 21                                                | 311                                               | 352                                               | F-HETE                                            | 1,4 años                                          |
| Airbus A330-900 | 9           | —       | 20                                                | 21                                                | 311                                               | 352                                               | F-HZOE                                            | 1,2 años                                          |
| Airbus A330-900 | 9           | —       | 20                                                | 21                                                | 311                                               | 352                                               | F-HLUX                                            | 0,8 años                                          |
| Airbus A330-900 | 9           | —       | 20                                                | 21                                                | 311                                               | 352                                               | F-HTEK                                            | 0,6 años                                          |
| Total           | 9           | —       | Edad media de la flota (julio de 2025): 2,7 años. | Edad media de la flota (julio de 2025): 2,7 años. | Edad media de la flota (julio de 2025): 2,7 años. | Edad media de la flota (julio de 2025): 2,7 años. | Edad media de la flota (julio de 2025): 2,7 años. | Edad media de la flota (julio de 2025): 2,7 años. |

## Destinos
| Países                                                         | Destinos       | Aeropuertos                                                           | Notas                                                     |
| África                                                         | África         | África                                                                | África                                                    |
| -------------------------------------------------------------- | -------------- | --------------------------------------------------------------------- | --------------------------------------------------------- |
| Benín                                                          | Cotonú         | Aeropuerto de Cotonú-Cadjehoun                                        | Desde París                                               |
| Costa de Marfil                                                | Abiyán         | Aeropuerto de Port Bouet                                              | Desde París                                               |
| Madagascar                                                     | Antananarivo   | Aeropuerto Internacional Ivato (vía RUN)                              | Desde Marsella, Lyon y París                              |
| Mali                                                           | Bamako         | Aeropuerto Internacional de Bamako-Sénou (vía ABJ o COO) (estacional) | Desde París                                               |
| Mauricio                                                       | Port Louis     | Aeropuerto Internacional Sir Seewoosagur Ramgoolam (vía RUN)          | Desde Lyon, Marsella y París                              |
| Mayotte ( Francia)                                             | Dzaoudzi       | Aeropuerto Internacional de Dzaoudzi Pamandzi (vía RUN)               | Desde Lyon, Marsella y París                              |
| Reunión ( Francia)                                             | Saint-Denis    | Aeropuerto de Saint Denis-Roland Garros                               | Desde Lyon y París                                        |
| América                                                        |                |                                                                       |                                                           |
| Canadá                                                         | Montreal       | Aeropuerto Internacional Pierre Elliott Trudeau                       | Desde París                                               |
| Guadalupe ( Francia)                                           | Pointe-à-Pitre | Aeropuerto Internacional de Pointe-à-Pitre                            | Desde Burdeos y París                                     |
| Martinica ( Francia)                                           | Fort-de-France | Aeropuerto Internacional de Martinica Aimé Césaire                    | Desde Nantes y París                                      |
| República Dominicana                                           | Punta Cana     | Aeropuerto Internacional de Punta Cana (estacional)                   | Desde París                                               |
| Europa                                                         |                |                                                                       |                                                           |
| Francia                                                        | Burdeos        | Aeropuerto de Burdeos-Mérignac                                        | Desde Guadalupe                                           |
| Francia                                                        | Lyon           | Aeropuerto de Lyon-Saint Exupéry (vía MRS)                            | Desde Antananarivo, Reunión, Mauricio y Mayotte (vía MRS) |
| Francia                                                        | Marsella       | Aeropuerto de Marsella-Provenza                                       | Desde Antananarivo, Reunión, Mauricio y Mayotte           |
| Francia                                                        | Nantes         | Aeropuerto de Nantes Atlantique                                       | Desde Martinica                                           |
| Francia                                                        | París          | Aeropuerto de París-Orly                                              | HUB                                                       |
| 16 destinos en 12 países. Última actualización: junio de 2024. |                |                                                                       |                                                           |